# Jagello 2000
Jagello 2000 є зареєстрованою асоціацією (раніше громадською асоціацією), яка займається питаннями безпеки, особливо членством Чеської Республіки в НАТО. Асоціація має на меті підвищити обізнаність непрофесіоналів та професійної громадськості про внутрішню та зовнішню політику безпеки та Північноатлантичний альянс. Створена у 2000 році.
Найважливішим проєктом асоціації є Дні НАТО в Остраві та Дні ВПС Чеської Республіки.

## Історія
Однією з головних причин створення асоціації став вступ Чехії до Північноатлантичного альянсу в 1999 році. Оскільки Польща була серед країн, які того року приєдналися до НАТО, засновники асоціації бачили в цьому унікальну можливість для зміцнення чесько-польських відносин. Таким чином, в перші роки існування асоціації однією з головних її цілей було сприяння альянсу між цими двома країнами. Засновники асоціації походять із Сілезії та Північної Моравії, тому для її штаб-квартири була обрана Острава.
З роками фокус діяльності асоціації змінювався, зосередившись переважно на політиці безпеки та євроатлантичному регіоні.

## Проєкти

#### Дні НАТО в Остраві та Дні ВПС Чехії
Джерело: natodays.cz 
Проводиться регулярно з 2001 року. Спочатку це був невеликий захід, який відбувався на Черній Луці в Остраві і був відвіданий кількома тисячами людей. З роками цей захід перемістився в аеропорт Острави імені Леоша Яначека і став найбільшим парадом безпеки в Європі. Щороку відвідувачі заходу можуть побачити динамічні та статичні виступи солдатів, пожежників, поліцейських, митників, пенітенціарної служби, міської міліції та ряду іноземних учасників.
Кожного року організатори намагаються запропонувати відвідувачам щось цікаве та неординарне. У рамках розширення програми з 2014 року глядачі можуть познайомитися з концепцією Special Partner Nation, коли щороку одна країна представляється в ширшому масштабі, що дозволяє побачити, наприклад, наземні технології більш віддалених країн.
Крім самої вихідної програми, захід також передбачає дискусії, кінопокази, семінари, обговорення у школах та інші супутні програми.

#### Національна конференція «Наша безпека не даність»
Джерело: nbns.cz 
З 2014 року щорічно організовується національна конференція, на якій зустрічаються головні політичні представники та провідні експерти з безпеки Чеської Республіки. У своїх доповідях та дебатах доповідачі займаються оцінкою минулих періодів та представленням планів щодо подальшого прогресу у забезпеченні оборони та безпеки Чеської Республіки.
Серед традиційних доповідачів на конференції — президент Чеської Республіки, прем'єр-міністр та віце-прем'єр-міністр, міністри, представники чеської армії, дипломати та експерти з політики безпеки та оборони. Щороку серед спікерів присутній важливий іноземний гість — у минулому це були, наприклад, колишній секретар НАТО Джордж Робертсон чи президент Польщі Александр Квасневський.

#### Natoaktual.cz
Джерело: natoaktual.cz 
Новинний портал natoaktual.cz займається інформацією з питань безпеки. Містить новини, аналітику, коментарі та зведену інформацію про Організацію Північноатлантичного договору, а також політику безпеки та оборони у світі.

#### Інформаційний центр НАТО
Базується в Празі і спеціалізується на посередництві інформації з питань безпеки. Діяльність зосереджена переважно на учнях і вчителях середніх шкіл, але інші чеські та іноземні установи чи окремі особи можуть організовувати лекції, екскурсії, семінари, навчальні поїздки тощо. Основна увага інформаційного центру — актуальна проблематика НАТО, а також військова, безпекова та міжнародна проблематика.

#### Трансатлантична премія Чехії та Словаччини
У співпраці зі словацькою організацією GLOBSEC асоціація щороку присуджує чеську та словацьку трансатлантичну премію під час гала-вечері з нагоди Днів НАТО в Остраві та Днів ВПС Чехії. Її присуджують особам, які зробили значний внесок у свободу та демократію в Центральній Європі. Серед лауреатів премії — Мадлен Олбрайт, генерал Петр Павел, Андрей Кіска та інші.

#### День відкритих дверей аеропорту Часлав
Джерело: acr.army.cz 
Раз на два роки Jagello 2000 організовує день відкритих дверей у співпраці з 21-ю базою тактичної авіації Часлав. Під час нього громадськість може ближче ознайомитися з діяльністю та обладнанням самої бази, а також інших підрозділів армії Чеської Республіки. Крім того, на глядачів чекають динамічні та статичні презентації техніки, демонстрація компонентів Інтегрованої служби порятунку тощо.

#### Аліанте
Aliante був одним із перших заходів Jagello 2000. У 2001—2015 роках учні середньої школи могли брати участь у міжнародному конкурсі, головною метою якого було мотивувати учнів цікавитися міжнародними відносинами та політикою безпеки. Учасники мали поєднати знання, розум і фізичну підготовку, але ключем до перемоги було вміння працювати разом у міжнародній команді (найбільша кількість країн-учасниць склала 14). Переможці могли розраховувати на поїздки до однієї з країн-учасниць, де вони відвідували міністерства, військові бази, некомерційні організації та інші місця, пов'язані з безпекою. Jagello 2000 планує оновити концепцію конкурсу.